# Ел Мансур
Ел Мансур или Abu Ğaʿfar Abdallah ibn Muḥammad al-Manṣūr (714 – 775), арап. أبو جعفر عبدالله بن محمد المنصور‎ био је други абасидски калиф, од 136. до 158. по Хиџри (754. н. е — 775 н. е). Он се сматра правим оснивачем Абасидског халифата.

## Историјат
Ел Мансур је рођен у породици Абасида након њиховог исељавања из Хеџаза 714. године. "Његов отац, Мухамед, је наводно праунук Абаса ибн Абд ел Муталиба, најмлађег стрица пророка Мухамеда; његова мајка, како стоји у мароканском историјском делу из 14. века, Rawd al-Qirtas, била је једна Селема, „берберка која је дата његовом оцу“.
Владао је од месеца зулхиџе 136. хиџретске год. до зулхиџе 158. хиџретске год. (754—775). Током 762. основао је Мединат ел Селам (град мира) као нову краљевску резиденцију и градску палату, која је постала језгро владарске престонице Багдада. Ел Мансур је био забринут по питању јачине свог режима после смрти његовог брата Абу'л `Абаса (касније познатог као Ел Сафах). Током 754. победио је Абдулаха ибн Алија у борби за халифат, а 755. организовао је атентат на Абу Муслима. Абу Муслим је био лојални ослобођени човек из источне иранске провинције Хорасана који је предводио абасидске снаге до победе над Омејадима током треће фитне (међумуслиманског рата) од 749-750, био је подређен Ел Мансуру, али и неприкосновени владар Ирана и Трансоксиане. Разлогом за његово убиство се сматра спречавање борбе за власт у царству; неки налази указују да је Абу Муслим постао неповерљив и параноичан и да је постојала потреба за његовом ликвидацијом.